# 日本古文書学会
日本古文書学会（にほんこもんじょがっかい）は、古文書学の発達を目的とした日本の学術団体。日本学術会議協力学術研究団体の1つ。

## 概要
昭和41年（1966年）設立。現会長は小口雅史。
会誌『古文書研究』を年2回刊行しているほか、大会・古文書見学会を開催している。1988年には、日本古文書学会の編集により、日本古文書学論集シリーズを吉川弘文館から刊行。